# 대니 블랜치플라워
로버트 데니스 "대니" 블랜치플라워(영어: Robert Dennis "Danny" Blanchflower, 1926년 2월 10일~1993년 12월 9일)는 북아일랜드의 축구 선수, 지도자로 현역 시절 포지션은 미드필더이다. 토트넘 홋스퍼의 전설적인 선수로 활약하면서 60년대 팀의 주장이자 전성기를 이끌었다.

## 클럽 경력
1926년 북아일랜드의 벨파스트에서 태어난 블랜치플라워는, 제2차 세계 대전이 끝나고, 벨파스트에 있는 강호 클럽인 글렌토런 FC에서 축구인생을 시작하게 된다. 그리고 1949년 20대 중반의 나이로 잉글랜드로 건너가서 반즐리 축구팀에 몸담게 되었다. 그리고 블랜치플라워는 점차 실력을 인정받기 시작하며, 49년 10월에는 국가대표로도 데뷔한다.
1951년에는 고액의 이적료로 애스턴 빌라 FC로 팀을 옮겼고, 마침내 1954년 당시로서는 파격적인 3만 파운드의 이적금을 기록하며 토트넘 홋스퍼 FC으로 이적하게 되었다. 이후 블랜치플라워는 당대 토트넘 홋스퍼 FC의 간판스타이자 주장으로 활약하면서 많은 찬사를 받았었다. 중원의 지휘관인 블랜치플라워는 절묘한 패스 감각과 명민한 두뇌를 무기 삼아서 팀을 이끌어 나갔다. 화려함보다는 정확함이 돋보이던 선수이며, 뛰어난 전술적 시야 덕분에 토트넘 홋스퍼 FC은 이른바 멋진 시절을 보낼 수 있었다. 1958년 블랜치플라워는 기자단 선정 리그MVP에 선출되었다 .이후에도 그의 전설은 계속되었다.
1960-61 시즌에는 블랜치플라워가 이끌던 토트넘이 20세기 최초로 FA컵과 풋볼 리그 1부 우승을 동시에 달성하는 역사를 남겼다. 우승을 이끈 블랜치플라워는 다시 한 번 기자단 선정 MVP에 선정되었고, 지금까지도 토트넘 홋스퍼 FC 팬들에게 있어서 전설적인 이름으로 남을 수 있었다. 1963년에는 토트넘 홋스퍼 FC이 UEFA 컵 위너스컵도 따내며, 유럽 무대에서도 멋진 활약을 남겼었다. 블랜치플라워가 뛰었던 그 시절은 토트넘 홋스퍼 FC이 멋지게 우승을 다툴 수 있었던 황금기로 충분히 손꼽을 수 있을 정도였다.

## 국가대표 경력
북아일랜드 국가대표로도 10년 이상 활약하면서, 약팀임에도 불구하고 1958년 월드컵에서 8강까지 진출한 경력도 있다. 그야말로 어떤 팀이든, 마법처럼 강력하게 만드는 재능을 가진 캡틴이라 불릴 수 있을 것이었다. 1964년 현역 은퇴 후에는, 해설자와 축구 칼럼니스트로 활약하며, 명석한 두뇌를 마음껏 발휘하였다. 한때, 북아일랜드와 첼시 FC의 감독도 잠깐 했었다. 그리고 1993년 알츠하이머병으로 만 67세의 나이로 세상을 떠나게 되었다.

## 수상

#### 토트넘
- 퍼스트 디비전: 1960–61
- FA컵: 1960–61, 1961–62
- 유로피언컵 위너스컵: 1962–63
- 채리티 쉴드: 1961, 1962

#### 개인
- FWA 올해의 선수: 1958, 1961
- 잉글랜드 축구 명예의 전당 : 2003

#### 발롱도르
- 1957 - 14
- 1958 - 19
- 1961 - 17